# Sichów (województwo dolnośląskie)
Sichów (niem. Seichau) – wieś w Polsce położona w województwie dolnośląskim, w powiecie jaworskim, w gminie Męcinka.

## Podział administracyjny
W latach 1975–1998 miejscowość administracyjnie należała do województwa legnickiego.

## Położenie
Miejscowość położona jest na Nizinie Śląsko-Łużyckiej, na Równinie Chojnowskiej, u podnóża Pogórza Kaczawskiego (Pogórza Złotoryjskiego), nad potokiem Gajką i jego dopływem Sichowianką.
Południowa część wsi leży w Parku Krajobrazowym "Chełmy", a północna w jego otulinie.

## Budowa geologiczna
Pod względem budowy geologicznej miejscowość położona jest na bloku przedsudeckim, częściowo w Sudetach.
Podłoże zbudowane jest ze skał metamorficznych należących do strefy kaczawskiej, głównie fyllitów oraz zieleńców i łupków zieleńcowych. Wokół wsi licznie występują trzeciorzędowe bazalty. Na bloku przedsudeckim (Równinie Chojnowskiej) zalegają również trzeciorzędowe piaski, żwiry i mułki z wkładkami węgli brunatnych. Starsze utwory przykryte są plejstoceńskimi glinami i lessami, a w dolinach potoków piaskami i żwirami oraz namułami.

## Nazwa
Pierwsza wzmianka o miejscowości pochodzi ze średniowiecznego dokumentu z 1217 roku gdzie wymieniona jest jako „Sichovici”. Wieś wzmiankowana także w łacińskim dokumencie z 1228 roku wydanym przez Henryka Brodatego, gdzie zanotowana została w zlatynizowanej, staropolskiej formie „Sichova”. W 1323 notowana jako „Sichowe”.
Niemiecki językoznawca Heinrich Adamy zalicza nazwę miejscowości do grupy nazw patronomicznych wywodząc ją od imienia pierwszego założyciela lub właściciela Sycha, Sychowa lub Zycha. W swoim dziele o nazwach miejscowości na Śląsku wydanym w 1888 roku we Wrocławiu wymienia on jako najstarszą zanotowaną po łacinie nazwę miejscowości Sychovici podając jej znaczenie "Dorf des Sychow" czyli po polsku "Wieś Sychowa lub Sycha". Nazwa wsi została później fonetycznie zgermanizowana na Seichau i utraciła swoje pierwotne brzmienie.

## Historia
Zakupiona w roku 1249 przez klasztor cystersów w Lubiążu pozostaje w jego własności do XV w. Ponownie wraca na własność klasztoru w roku 1734 aż do kasacji zakonu w roku 1810. W XVII w. okolice wsi są terenem powstań chłopskich. W okolicy wydobywano węgiel brunatny oraz bazalty. W XIX w. w okolicy Sichowa wydobywano rudę miedzi w kopalniach „Albert Loranz” i „Hirsch”, o których niewiele więcej wiadomo.

## Zabytki
Do wojewódzkiego rejestru zabytków wpisane są obiekty:
- kościół parafialny pw. Niepokalanego Poczęcia Najświętszej Marii Panny, z XV–XVIII w.
- cmentarz przykościelny, z drugiej połowy XIII w.
- park pałacowy, z połowy XIX w.

inne:
- pałac w Sichowie, dziś będący tylko ruiną; miał służyć za miejsce przechowania dzieł sztuki (m.in. "Damy z Łasiczką" Leonarda da Vinci) zrabowanych przez III Rzeszę na rozkaz Hansa Franka.